# Costers del Segre
Costers del Segre es una denominación de origen española situada en la provincia de Lérida, abarcando seis subzonas: Raimat, Segriá, Pallars Jussá, Artesa de Segre, Valls del Riu Corb y Las Garrigas.
Cada una de estas regiones tiene condiciones geográficas y climáticas diversas, alternando zonas de montaña con otras de llanura. En general, goza de clima continental, con contrastes térmicos, alta insolación y pluviosidad escasa.

## Subzonas
Raimat se sitúa cerca del límite con la provincia de Huesca. Tiene un relieve suave. Elabora vinos blancos, tintos y cavas.
Artesa se encuentra al noroeste de la ciudad de Lérida. El terreno es accidentado, y lo atraviesa el río Segre. Su clima es muy extremo, por lo que se plantan vides de ciclo largo como la macabeo, monastrell y cabernet sauvignon. Hace blanco, tinto y rosado.
Vall de Riu Corb y Las Garrigas quedan al sureste de la provincia, lindando con la provincia de Tarragona. Es un terreno árido, con muchas horas de sol. Hace vino blanco y tinto.

## El entorno
Las altitudes varían entre los 250 y los 700 metros.
Los suelos, de perfil suave, son principalmente calizos y pobres en materia orgánica.
El clima es continental, con una pluviometría de entre los 300 mm al oeste de Lérida y los 450 mm de máxima. La temperatura media anual es de 14 °C a 15 °C, siendo frecuentes heladas en invierno y temperaturas de hasta 35 °C en verano.

## Uvas
Tintas
- tarnacha tinta
- tempranillo
- cabernet sauvignon
- merlot
- monastrell
- bonicaire
- cinsault
- pinot noir
- syrah

Blancas
- albariño
- macabeo
- charelo
- parellada
- chardonnay
- garnacha blanca
- riesling
- sauvignon

## Añadas
- 1986 Regular
- 1987 Buena
- 1988 Muy buena
- 1989 Muy buena
- 1990 Buena
- 1991 Muy buena
- 1992 Buena
- 1993 Excelente
- 1994 Muy buena
- 1995 Excelente
- 1996 Muy buena
- 1997 Muy buena
- 1998 Muy buena
- 1999 Muy buena
- 2000 Muy buena
- 2001 Muy buena
- 2002 Muy buena
- 2003 Muy buena
- 2004 Excelente
- 2005 Excelente
- 2006 Excelente

## Bodegas
- Mas Blanch i Jove de La Pobla de Cervoles
- Bodegas Raimat
- Castell del Remei, S.L.
- Cérvoles Celler, S.L.
- L'olivera Sociedad Cooperativa Catalana Limitada
- Societat Cooperativa Catalana Limitada del Camp de Artesa y Comarca
- Lagravera
- Celler Mas Ramoneda
- Castell d'Encús
- Mas Garcia Muret
- Terrer de Pallars
- El Vinyer
- Celler Miquel Roca
- Celler Vila Corona
- Sauvella
- Xic's Cal Borrech
- Celler Vidavins